# The War
The War (zu dt.: Der Krieg) ist eine siebenteilige Dokumentation über den Zweiten Weltkrieg, die 2006 von Ken Burns und Lynn Novick in den Vereinigten Staaten produziert wurde. In der deutschen Fassung wurden die sieben Teile als 14-teilige Dokumentation gezeigt.
Die Dokumentation erzählt die Geschichte von einfachen US-Soldaten während ihrer Einsatzzeit im Zweiten Weltkrieg in Europa und im Pazifik sowie den Menschen an der Heimatfront in vier exemplarisch ausgewählten US-Städten, nämlich Luverne (Minnesota), Waterbury (Connecticut), Mobile (Alabama) und Sacramento (Kalifornien).

## Folgen
Jede Folge beginnt mit der Einblendung des folgenden englischen Textes, welchen der Erzähler auf Deutsch wiederholt:
The Second World War was fought in thousands of places, too many for any one accounting.
This is the story of four American towns and how their citizens experienced that war.
Der Zweite Weltkrieg hatte tausende von Schauplätzen, kein einzelner Bericht könnte je alle erfassen.
Dieser Film handelt von vier amerikanischen Provinzstädten und davon, wie ihre Einwohner diesen Krieg erlebten.
| Folge (Originalfolge) | Name                           | Originaltitel         | Erzählzeitraum                | Erstausstrahlung (Deutschland und Frankreich) |
| --------------------- | ------------------------------ | --------------------- | ----------------------------- | --------------------------------------------- |
| 1. (1)                | Ein notwendiger Krieg          | A Necessary War       | Dezember 1941- Dezember 1942  | 5. März 2008, 21:00–21:50                     |
| 2. (1)                | Eine grauenerregende Zeit      | A Necessary War       | Dezember 1941- Dezember 1942  | 5. März 2008, 21:50–22:45                     |
| 3. (2)                | Das Schlimmste kommt noch      | When Things Get Tough | Januar 1943- Dezember 1943    | 12. März 2008, 21:00–21:50                    |
| 4. (2)                | Hart auf hart                  | When Things Get Tough | Januar 1943- Dezember 1943    | 12. März 2008, 21:50–22:45                    |
| 5. (3)                | Ein Scheiß-Krieg               | A Deadly Calling      | November 1943- Juni 1944      | 19. März 2008, 21:00–21:50                    |
| 6. (3)                | Der tödliche Ruf               | A Deadly Calling      | November 1943- Juni 1944      | 19. März 2008, 21:50–22:45                    |
| 7. (4)                | Unsere Söhne, Stolz der Nation | Pride of Our Nation   | Juni 1944- August 1944        | 26. März 2008, 21:00–21:50                    |
| 8. (4)                | Freiwillig                     | A Volunteer Basis     | Juni 1944- August 1944        | 26. März 2008, 21:50–22:45                    |
| 9. (5)                | Voll in der Scheiße!           | FUBAR                 | September 1944- Dezember 1944 | 2. April 2008, 21:00–21:50                    |
| 10. (5)               | Leben und Tod                  | FUBAR                 | September 1944- Dezember 1944 | 2. April 2008, 21:50–22:45                    |
| 11. (6)               | Eine Geisterfront              | The Ghost Front       | Dezember 1944- März 1945      | 9. April 2008, 21:00–21:50                    |
| 12. (6)               | Furchtbare Entscheidungen      | The Ghost Front       | Dezember 1944- März 1945      | 9. April 2008, 21:50–22:45                    |
| 13. (7)               | Ein langer, steiniger Weg      | A World Without War   | März 1945- September 1945     | 16. April 2008, 21:00–21:50                   |
| 14. (7)               | Eine Welt ohne Krieg           | A World Without War   | März 1945- September 1945     | 16. April 2008, 21:50–22:40                   |

## Erstausstrahlungen
Die deutsche und französische Erstausstrahlung fand zwischen dem 5. März und 16. April 2008 um 21.00 Uhr auf dem deutsch-französischen Fernsehsender arte statt. Der Erzähler in der deutschsprachigen Fassung ist Udo Wachtveitl.

## Sonstiges
Eine der Quellen, aus denen in The War immer wieder zitiert wurde, war das Buch Vom alten Schlag: Der Zweite Weltkrieg am anderen Ende der Welt. Erinnerungen von Eugene Sledge, das auch als Quelle für die zehnteilige Miniserie The Pacific diente.